# Geert van Beijeren
Geert van Beijeren (Ljouwert, 20 de novembre de 1933 - Slootdorp, 6 de març de 2005) va ser un galerista holandès d' Art &amp; Project, conservador i col·leccionista d'art als Països Baixos, conegut amb Adriaan van Ravesteijn pel seu paper pioner en el camp de l'art conceptual a Holanda.
Van Beijeren i Van Ravesteijn van fundar la principal galeria d'art holandesa Art& Project (1968-2001) i editors de la revista d'art del mateix nom (1968-1989). Durant els seus trenta anys d’existència, la galeria i la revista van fer contribucions substancials al clima artístic holandès.

## Biografia
Van Beijer va néixer i aixecat en Ljouwert. Després de la seva educació va traslladar-se a Amsterdam on va començar la seva carrera en el món d'art com a bibliotecari a l'Amsterdam Stedelijk Museum Amsterdam. De 1967 a 1973 també va estar associat amb el periòdic Kunst & Museumjournaal.
El 1968 Van Beijer i el seu amic i soci Adriaan van Ravesteijn van iniciar la galeria Art &amp; Project. Des del 1971 fins al 1979 va ser conservador de pintura i escultura al museu Stedelijk. Per aquest motiu, es va retirar temporalment de la seva feina com a coadministrador de la galeria.
Al Stedelijk Museum va organitzar exposicions individuals de Robert Ryman i Richard Long, ambdues el 1973. Des del 1986 fins al 1988 va tornar a l'escena del museu com a conservador en cap al Museu Boijmans Van Beuningen de Rotterdam.